# Javier Cordone
Javier Cordone (25 de marzo de 1976 Ituzaingó, Buenos Aires, Argentina) es un exfutbolista argentino. Jugaba de delantero y se retiró en Barracas Central.

## Trayectoria
Cordone fue un delantero del fútbol de ascenso de la Argentina. En la Primera B Nacional jugó en Estudiantes de Buenos Aires,

## Clubes
| Club             | País      | Año       |
| ---------------- | --------- | --------- |
| Yupanqui         | Argentina | 1996      |
| Ituzaingó        | Argentina | 1997-1998 |
| Estudiantes (BA) | Argentina | 1998-2000 |
| Deportivo Morón  | Argentina | 2000-2002 |
| Atlanta          | Argentina | 2002-2003 |
| JJ Urquiza       | Argentina | 2003      |
| Barracas Central | Argentina | 2004      |